# Coubeyrac
Coubeyrac è un comune francese di 104 abitanti situato nel dipartimento della Gironda nella regione della Nuova Aquitania.

## Società

### Evoluzione demografica
Abitanti censiti